# Michael Vingerling
Michael Vingerling (Dirksland, Goeree-Overflakkee, 28 de juny de 1990) és un ciclista neerlandès, professional des del 2012. Combina la carretera amb la pista, on ha obtingut els majors èxits.

## Palmarès en pista
- 2007
  -  Campió d'Europa júnior en Scratch
- 2008
  -  Campió del món júnior en Scratch
- 2009
  -  Campió dels Països Baixos en Madison (amb Nick Stöpler)
  -  Campió dels Països Baixos en Scratch
- 2010
  -  Campió dels Països Baixos en Òmnium
- 2012
  -  Campió dels Països Baixos en Òmnium
- 2014
  -  Campió dels Països Baixos en Scratch

## Palmarès en ruta
- 2007
  -  Campió dels Països Baixos júnior en ruta